# Organisation Afrikanischer, Karibischer und Pazifischer Staaten
Die Organisation Afrikanischer, Karibischer und Pazifischer Staaten, kurz AKP-Gruppe (englisch Organisation of African, Caribbean and Pacific States kurz OACPS; französisch L’Organisation des États d’Afrique, des Caraïbes et du Pacifique, kurz OEACP) bezeichnet eine Internationale Organisation von zurzeit 79 Ländern in Afrika, der Karibik und dem Pazifik – zumeist frühere Kolonien Frankreichs und Großbritanniens. Gründungsdokument der Organisation ist das sogenannte Georgetown-Abkommen, das vertragliche Vereinbarungen zur hauptsächlich wirtschaftlichen Zusammenarbeit beinhaltet.
Wesentliche Ziele sind die nachhaltige Entwicklung der Mitgliedstaaten, ihre Einbettung in die Weltwirtschaft sowie die Etablierung einer „neuen, fairen und gerechteren Weltordnung“. Von Beginn an stand die Koordination der wirtschaftlichen Verbindungen der Mitgliedstaaten mit der Europäischen Union im Vordergrund. Eingebettet in eine Reihe von Abkommen (Lomé-Abkommen I bis IV) steht die Zusammenarbeit zwischen der AKP-Gruppe und der EU als größtes Beispiel für eine (wirtschaftliche) „Nord-Süd-Zusammenarbeit“.
In den letzten Jahren hat die AKP-Gruppe ihren Fokus von der EU auf die Weltgemeinschaft erweitert und eine Reihe von Maßnahmen innerhalb der Welthandelsorganisation (WTO) gesetzt.
Mit den AKP-Staaten hat die EG im Zuge ihrer Gemeinsamen Handelspolitik das stark entwicklungspolitisch motivierte Lomé-Abkommen abgeschlossen. Das erste Abkommen, das später mehrfach erneuert wurde, wurde 1975 in Lomé, Togo unterzeichnet. Mit ihm wollten die EU-Länder unter anderem ihrer kolonialen Vergangenheit Rechnung tragen. Das Abkommen basiert in erster Linie auf einem System von Zollpräferenzen, mit denen diesen Ländern der Zugang zum EU-Markt erleichtert werden soll. Außerdem wurden Mittel bereitgestellt, um die Preise der Exportgüter dieser Länder zu stabilisieren. Nachfolger des Lomé-Abkommens, welches am 29. Februar 2000 auslief, ist das Cotonou-Abkommen.
Mitte November 2023 vereinbarten die EU und die AKP-Staaten ein neues Abkommen zur Zusammenarbeit, das Samoa-Abkommen, als allgemeinen Rechtsrahmen für die Beziehungen zwischen der EU und den Ländern der AKP-Gruppe in den kommenden 20 Jahren.

## Staaten

### Afrika
- Ägypten
- Algerien
- Angola
- Äquatorialguinea
- Äthiopien
- Benin
- Botswana
- Burkina Faso
- Burundi
- Dschibuti
- Elfenbeinküste
- Eritrea
- Eswatini
- Gabun
- Gambia
- Ghana
- Guinea
- Guinea-Bissau
- Kamerun
- Kap Verde
- Kenia
- Komoren
- Kongo, Demokratische Republik
- Kongo, Republik
- Lesotho
- Liberia
- Libyen
- Madagaskar
- Malawi
- Mali
- Marokko
- Mauretanien
- Mauritius
- Mayotte
- Mosambik
- Namibia
- Niger
- Nigeria
- Réunion
- Ruanda
- Sambia
- São Tomé und Príncipe
- Senegal
- Seychellen
- Sierra Leone
- Simbabwe
- Somalia
- Südafrika
- Sudan
- Tansania
- Togo
- Tschad
- Tunesien
- Uganda
- Zentralafrikanische Republik

### Karibik und Amerika
- Amerikanische Jungferninseln
- Anguilla
- Antigua und Barbuda
- Aruba
- Bahamas
- Barbados
- Belize
- Brasilien
- Britische Jungferninseln
- Dominica
- Dominikanische Republik
- Grenada
- Guyana
- Haiti
- Jamaika
- Kolumbien
- Kuba
- St. Kitts und Nevis
- St. Lucia
- St. Vincent und die Grenadinen
- Suriname
- Trinidad und Tobago
- Venezuela
- Vereinigte Staaten

### Pazifik
- Cookinseln
- Fidschi
- Kiribati
- Marshallinseln
- Föderierte Staaten von Mikronesien
- Nauru
- Niue
- Osttimor
- Palau
- Papua-Neuguinea
- Salomonen
- Samoa
- Tonga
- Tuvalu
- Vanuatu

## Organisation
Der AKP-Gruppe steht ein Generalsekretariat mit Sitz in Brüssel (Belgien) vor. Ein weiteres Büro wird in Genf (Schweiz) betrieben.
Institutionen der AKP-Gruppe sind:
- Council of Ministers
- Committee of Ambassadors
- ACP Parliamentary Assembly
- Joint Parliamentary Assembly
- ACP-EU Council of Ministers
- ACP-EU Committee of Ambassadors
- Centre for the Development of the Enterprise
- Technical Center for Agricultural and Rural Cooperation

Generalsekretär der Gruppe ist seit 2020 George Chicoti aus Angola.
Vorgänger waren:
- Patrick Gomes, Guyana (2015–2020)
- Mohamed Ibn Chambas, Ghana (2010–2015)
- John Kaputin, Papua-Neuguinea (2005–2010)
- Jean-Robert Goulongana, Gabun (2000–2005)
- Ng’andu Peter Magande, Sambia (1996–2000)
- Berhane Ghebray, Äthiopien (1990–1995)
- Edwin W. Carrington, Trinidad und Tobago (1985–1990)
- Thomas Okelo-Odongo, Kenia (1980–1985)
- Tiéoulé Konaté, Mali (1976–1980)